# Kościół św. Józefa w Lesznie
Kościół św. Józefa w Lesznie – rzymskokatolicki kościół w Lesznie, znajdujący się przy ul. Świętego Józefa 1 w zachodniej części miasta zwanej Zatorze. Pełni funkcję świątyni parafialnej dla parafii o tym samym tytule.

## Historia budowy
Powstanie kościoła na Zatorzu w Lesznie wiąże się z rozbudową tej części miasta położonej na zachód od linii kolejowej Poznań-Wrocław. Na tym obszarze nie istniał żaden obiekt sakralny, a mieszkańcy przynależeli do parafii pw. św. Mikołaja, której kościół znajdował się w centrum miasta. W 1974 r. Helena Kordek, spełniając wolę nieżyjących krewnych Józefa i Bronisławy Ślebodów, przekazała aktem notarialnym dwurodzinny dom z ogrodem przy ul. Barlickiego 1 na własność kościoła rzymskokatolickiego. W związki z tym faktem ks. abp Antoni Baraniak wydał dekret organizacji w powyższej posesji kaplicy katechetycznej. Rok później erygowany został ośrodek duszpasterski pw. św. Józefa dla mieszkańców Zatorza oraz wsi Strzyżewice. W 1981 roku podjęto starania o wydanie zgody na budowę domu katechetycznego, który de facto miał spełniać funkcje kościoła. Władze miejskie wydały zgodę w maju 1982 roku, a w czerwcu rozpoczęto prace budowlane. 26 marca 1984 roku papież Jan Paweł II poświęcił kamień węgielny pod kościół, wyjęty z bazyliki św. Józefa w Kaliszu. W tym samym roku ks. abp Jerzy Stroba dokonał aktu wmurowania kamienia węgielnego. W 1985 roku władze miejskie wydały zgodę na zmianę kwalifikacji użytkowych budowanego obiektu – odtąd oficjalnie budowlę nazwano kościołem parafialnym. W 1986 roku ośrodek duszpasterski został zlikwidowany, a na jego miejscu władze kościelne utworzyły parafię pw. św. Józefa. Świątynia została poświęcona 4 lata później 25 marca 1990 roku przez ks. abpa Jerzego Strobę.